# Hughes MD 500
Pour les articles homonymes, voir Hughes.
Le Hughes MD 500 est un hélicoptère civil américain développé par Hughes Helicopters sur la base de l'OH-6 Cayuse, mais c'est également le nom usuel de la gamme d'hélicoptères légers du même constructeur, incluant les MD 500E, MD 520N, et MD 530F.

## Conception
En parallèle du développement de l'OH-6, Hughes annonça qu'il développait également une version civile dénommée « Hughes 500 », les différents modèles étaient prévus en configuration cinq ou sept places, selon les besoins des clients; des versions bénéficiant de moteurs plus puissants furent également développées sous le code « Hughes 500U » et plus tardivement, « Hughes 500C ».
Cet hélicoptère est aussi surnommé « la libellule », premièrement pour son fuselage en forme de bulle et son poste de pilotage complètement vitré, qui ressemble à la tête de l'insecte, mais surtout pour sa grande agilité de vol. Le Hughes 500 est un excellent hélicoptère, son plus grand défaut est sa capacité de charge relativement limitée et le manque de place pour en faire un véritable instrument de travail.

## Hughes/MD 500
Le Hughes 500D devint le premier modèle commercialisé en 1976 bénéficiant d'un moteur plus puissant, d'une queue à plat, et d'un nouveau rotor principal à cinq pales; le rotor de queue à quatre pales était alors optionnel. Le Hughes 500D fut remplacé en 1982 par le Hughes 500E doté d'un nez en pointe et de nombreuses améliorations dans le poste de pilotage.
McDonnell Douglas acquit Hughes Helicopters en janvier 1984, et les appareils furent renommés dès août 1985; le Hughes 500E fut rebaptisé MD 500E et le Hughes 530F, MD 530F.
Des variantes militaires furent développées sous l'appellation Hughes MD 500.

### Versions
MD 500C (369H)
Version commerciale améliorée dotée de cinq places et d'un moteur Allison 250-C18B de 317 chevaux développée en 1966.
MD 500M Defender (369HM)
Version militaire destinée à l'export sous la dénomination Hughes MD 500 Defender et développée en 1968.
MD 500C (369HS)
Version commerciale améliorée dotée de quatre places et d'un moteur Allison 250-C20 de 400 chevaux, développée en 1969.
MD 500C (369HE)
MD 500C modifié avec un nouvel environnement intérieur développé en 1969.
MD 500D (369D)
Nouvelle version commerciale équipée d'un moteur Allison 250-C20B de 420 chevaux, développée en 1976.
L'armée de l'air nord coréenne a acquis 87 unités civiles, avant que le ministère de la Défense américain n'en bloque la commercialisation. Certains ont été convertis en gunships pour un usage militaire.
MD 500E  (369E)
Version définitive du 500D avec un nouveau nez et développée en 1982.
KH-500E
Version japonaise du 500E produit sous licence par Kawasaki Heavy Industries.
NH-500E
Version italienne du 500E produit sous licence par Breda Nardi avant son absorption par Agusta.
MD 530F (369F)
Version conçue pour les environnements désertiques basée sur le 500E et doté d'un moteur Allison 250-C30B de 650 chevaux, développée en 1985, ils étaient jusqu'en 2015 la dernière version produite du MD 500. Pouvant être armé, il est en service en 2015 entre autres dans la force aérienne afghane et au Gouvernement régional du Kurdistan qui a passé commande de 12 engins en septembre 2013.
MD 530G
Dernière version en date, en 2017, de cet appareil. Premier vol en 2014, les 6 premiers exemplaires de série sont commandés en 2016 pour l'aviation de l'armée malaisienne. Le 13 décembre 2017 le général Vogel, commandant des forces américaines au Moyen-Orient, annonce la livraison de 6 exemplaires à l’armée de l'air Libanaise dans le cadre d'un programme d'aide Américain.

## MD 520N

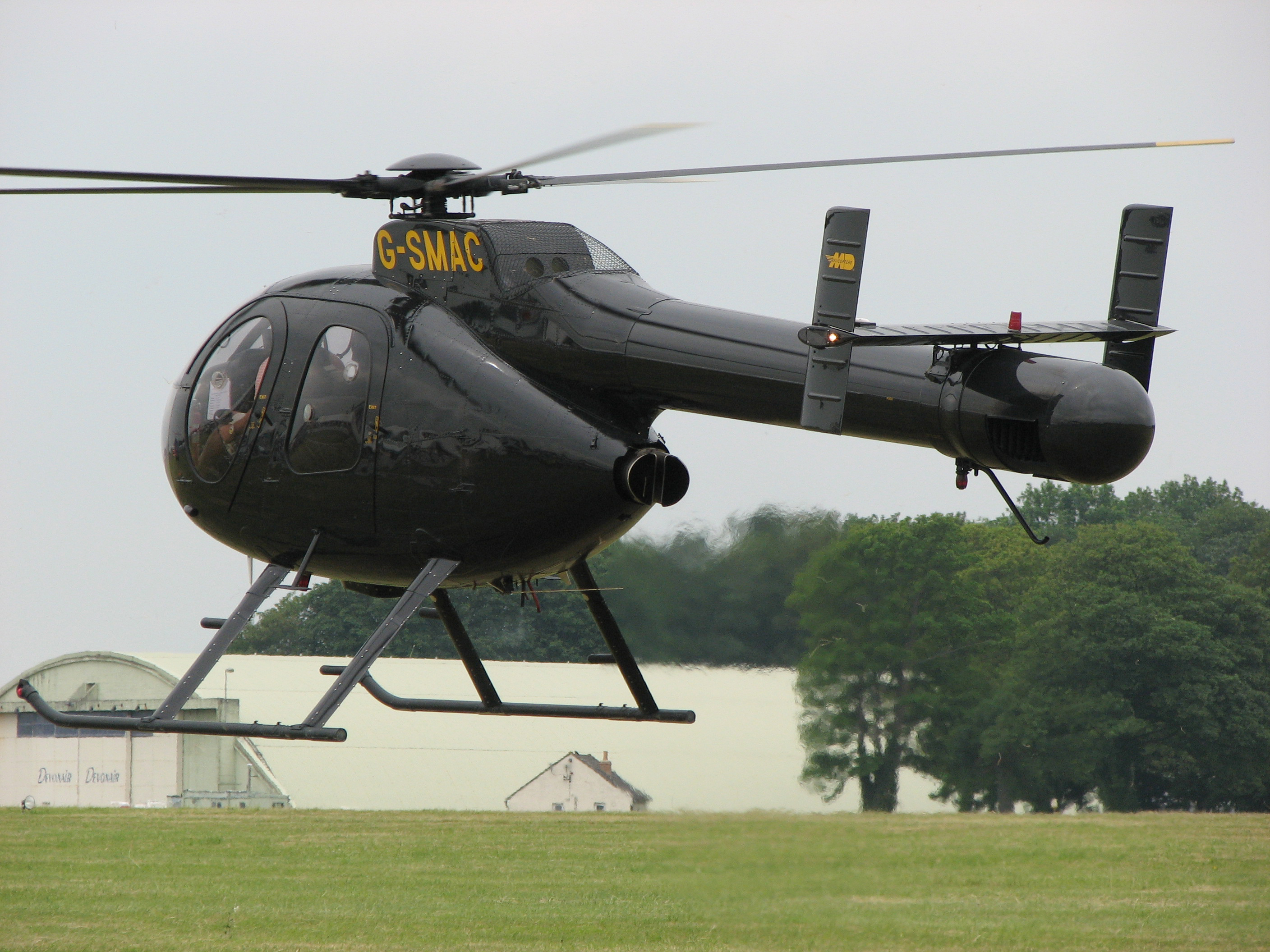
Un MD 520N équipé du dispositif anti-couple NOTAR.

Hughes Helicopters introduit une révolution dans la conception des hélicoptères en équipant certains de ses nouveaux modèles du système NOTAR (NO TAil Rotor); le Hughes MD 520N fut le premier à en être équipé en aéronautique.
McDonnell Douglas avait à l'origine l'idée de développer sa technologie sur deux hélicoptères : le Hughes MD 520N et le Hughes MD 530N ; cependant, le développement du MD 530N fut suspendu car le MD 520N rencontrait une demande plus importante.

## Dans la culture populaire
- Dans la série Magnum, Terry est un pilote d'hélicoptère que Magnum a rencontré au Viêt Nam. Il possède une petite société de transport aérien nommée Island Hoppers et fait visiter aux touristes les îles de l'archipel d'Hawaï aux commandes de son Hughes 500.
- Dans le film Tonnerre de feu, l'hélicoptère du "méchant" piloté par "Cochrane" (Malcolm McDowell) est un modèle de type Hughes MD 500 armé de canons de 30 mm.
- L'ONG Sea Sheperd possède un MD 500 qui a pour base le navire Steve Irwin, on le voit notamment dans la série-documentaire Whale Wars (Justiciers des mers).
- Il apparaît également dans Grand Theft Auto: The Ballad of Gay Tony et Grand Theft Auto V sous le nom de Buzzard, armé de miniguns et de lance-missiles.
- La mini-série belge 101 Unité aérienne met en scène le MD 520N (notamment dans le 4e épisode)